# Soungalo Malé
Soungalo Malé est un photographe malien né vers 1920 à Ségou, au Mali, et décédé en 2002.

## Biographie
Soungalo Malé est né vers 1920 à Ségou où il obtient son certificat d’études avant de suivre une formation de technicien topographe. Il s’installe alors à San, où il travaille avec une équipe de topographes français.
C'est dans les années 1950 qu'il découvre et se passionne pour la photographie. Il abandonne alors sa fonction de topographe et débute, avec Seydou Keita, à Bamako une nouvelle carrière de photographe.
Il ouvre son propre studio photo à San, vers 1958. Il est alors le premier photographe de la ville.
Il pratique la photographie ambulante de village en village, où il saisit la vie rurale malienne. Ses photographies, réalisées pour la plupart lors des foires et marchés dans les villages environnants, témoignent de façon saisissante de la vie quotidienne des « gens de campagne » dans le Mali des années 1960. Soungalo Malé met un terme à sa carrière en 1995. Il décède en 2002.